# 4-й отдельный тяжёлый танковый полк (СССР, 1934)
4-й отдельный тяжёлый танковый полк РГК (4-й оттп) — воинская часть мотомеханизированных войск в РККА Вооружённых сил СССР.

## История
Кировский завод в г. Ленинграде выпускал средние танки Т-28 серийно, что позволило формировать новые части.
4-й отдельный тяжёлый танковый полк сформирован в Украинском военном округе в г. Харькове Украинской ССР предположительно в конце 1934 года. Полк входил в состав войск Резерва главного командования (далее РГК).
Организация полка за время существования претерпела несколько изменений. К концу 1935 года танковый полк состоял из трёх батальонов по 30 танков в каждом. На их вооружение должны были поступать средние танки Т-28 и тяжёлые танки Т-35.
К концу 1935 полк был вооружён лёгкими и малыми танками, а также танкетками.
12 декабря 1935 года на базе 4-го отдельного тяжёлого танкового полка в Харьковском военном округе в г. Харькове началось формирование 4-й отдельной тяжёлой танковой бригады.

## Полное название
4-й отдельный тяжёлый танковый полк РГК

## Подчинение
- Харьковский военный округ (1934 — …)
- Украинский военный округ (… — 17.05.1935)
- Киевский военный округ (17.05 — 12.12.1935)

## Командование
Командир полка:
- Дубинский, Илья Владимирович, полковник (… — 12.12.1935).[1]

## Состав
На 1935 г.:
- управление полка
- 1-й танковый батальон
- 2-й танковый батальон
- 3-й танковый батальон

## Боевая деятельность
1934 год
4-й отдельный тяжёлый танковый полк РГК дислоцировался в г. Харьков.
1935 год
23 февраля Советский народ отпраздновал 17-ю годовщину Красной Армии.
17 мая Украинский военный округ был разделён на Киевский и Харьковский военный округ. 4-й тяжёлый танковый полк Резерва Главного Командования, дислоцировавшийся в г. Харьков, вошёл в состав Харьковского округа.
4-й отдельный тяжёлый танковый полк РГК дислоцировался в г. Харьков.
В 1935 полковник И. В. Дубинский окончил одногодичные Высшие командные курсы при Военной Академии механизации и моторизации и был назначен командиром 4-го отдельного тяжёлого танкового полка Харьковского ВО.
Красноармейцы полка активно участвовали в социалистическом соревновании за глубокое изучение и сбережение боевой техники и оружия. Оно проводилось под лозунгами: «Все коммунисты и комсомольцы — отличные стрелки!», «Ни одного отстающего в огневой подготовке!», «Комсомолец — лицом к технике!».
В округе регулярно проводились совещания ударников частей, эстафеты «За технику!», «За культуру и культурность!», смотры оружия и ударные месячники в боевой и политической подготовке, военно-технический экзамен, слёты воинов-стахановцев. Командиры и красноармейцы полка занимались рационализаторской и изобретательской работой.
Повышался уровень знаний командиров. Командирская подготовка проводится в объёме 42 часов.
На занятиях и учениях танкисты учились воевать в соответствии с «Временной инструкцией по организации глубокого боя» (1933 г.) разработанной под руководством начальника Генерального штаба Красной Армии А. И. Егорова.
Управление полка в г. Харьков. Командир полка полковник И. В. Дубинский.
Состав полка:
- управление полка
- 1-й танковый батальон (по штату 30 танков)
- 2-й танковый батальон (по штату 30 танков)
- 3-й танковый батальон (по штату 30 танков)

12—17 сентября в округе проводились тактические учения. Они вошли в историю Советских Вооруженных Сил под названием Больших Киевских манёвров. В них участвовали все рода войск: пехота, конница, воздушно-десантные, артиллерийские, бронетанковые, авиационные части и соединения. На этих манёврах отрабатывались прорыв укреплённой оборонительной полосы стрелковым корпусом, усиленным танковыми батальонами и артиллерией РГК, развитие прорыва кавалерийским корпусом, применение крупного авиадесанта, манёвр механизированного корпуса совместно с кавалерийской дивизией с целью окружения и уничтожения в своём тылу прорвавшейся группы противника. Впервые в Европе проверялась теория глубокого боя и глубокой операции.
В ходе учений большую физическую нагрузку выдержали красноармейцы всех родов войск. Стрелковые полки с «боями» совершали переходы по 30—40 км в сутки. Танковые части прошли в общей сложности до 650 км.
Полк имел на вооружении быстроходные лёгкие танки БТ-2 и БТ-5, лёгкие танки Т-26, Т-26 химические (огнемётные), малые плавающие танки (танкетки) Т-37А, танкетки Т-27; бронеавтомобили: БА-27, ФАИ, БАИ.
12 декабря
В декабре 1935 — январе 1936 в г. Харькове сформирована 4-я отдельная тяжёлая танковая бригада. Командиром танковой бригады назначен полковник Дубинский и командовал ею до конца 1936. На вооружении бригады были средние танки Т-28. Бригада затем передислоцирована в г. Киев.